# آیزک بنتام

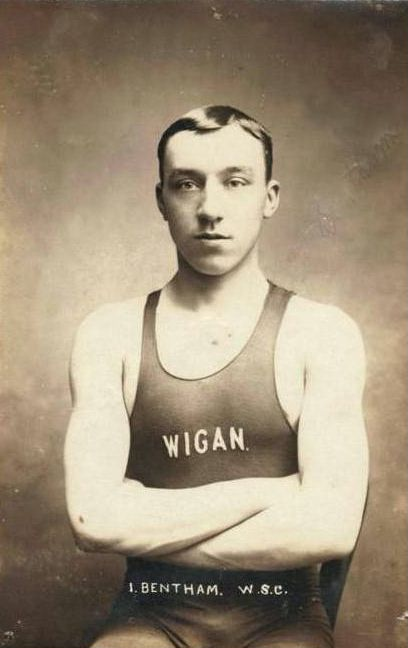
آیزک بنتام - ۱۹۱۲

آیزک بنتام (انگلیسی: Isaac Bentham; ۲۷ اکتبر ۱۸۸۶ – ۵ مهٔ ۱۹۱۷) بازیکن واترپلو اهل بریتانیا بود.